# Iglesia de Nuestra Señora de la Asunción (Elvas)
La Catedral de Nuestra Señora de la Asunción o simplemente Antigua Catedral de Elvas (en portugués: Antiga Sé de Elvas) es un edificio religioso situado en la Plaza de la República, en la parroquia de la Asunción, en la ciudad y el municipio de Elvas, parte del distrito de Portalegre en Portugal.
Insertada en el contexto de la  Guerra de la Restauración, se utilizó la antigua Catedral de Elvas como un lugar de oración para el buen retorno de miles de soldados que participaban en la guerra.
En 2014, la Catedral de Elvas fue parte de un nuevo proyecto del Ministerio de Defensa Nacional, creada con el apoyo del organismo de Turismo de Portugal, llamado «turismo militar», cuyo objetivo era revitalizar puntos históricos antiguos de Portugal, mediante la creación de itinerarios temáticos basados en héroes portugueses.

## Historia

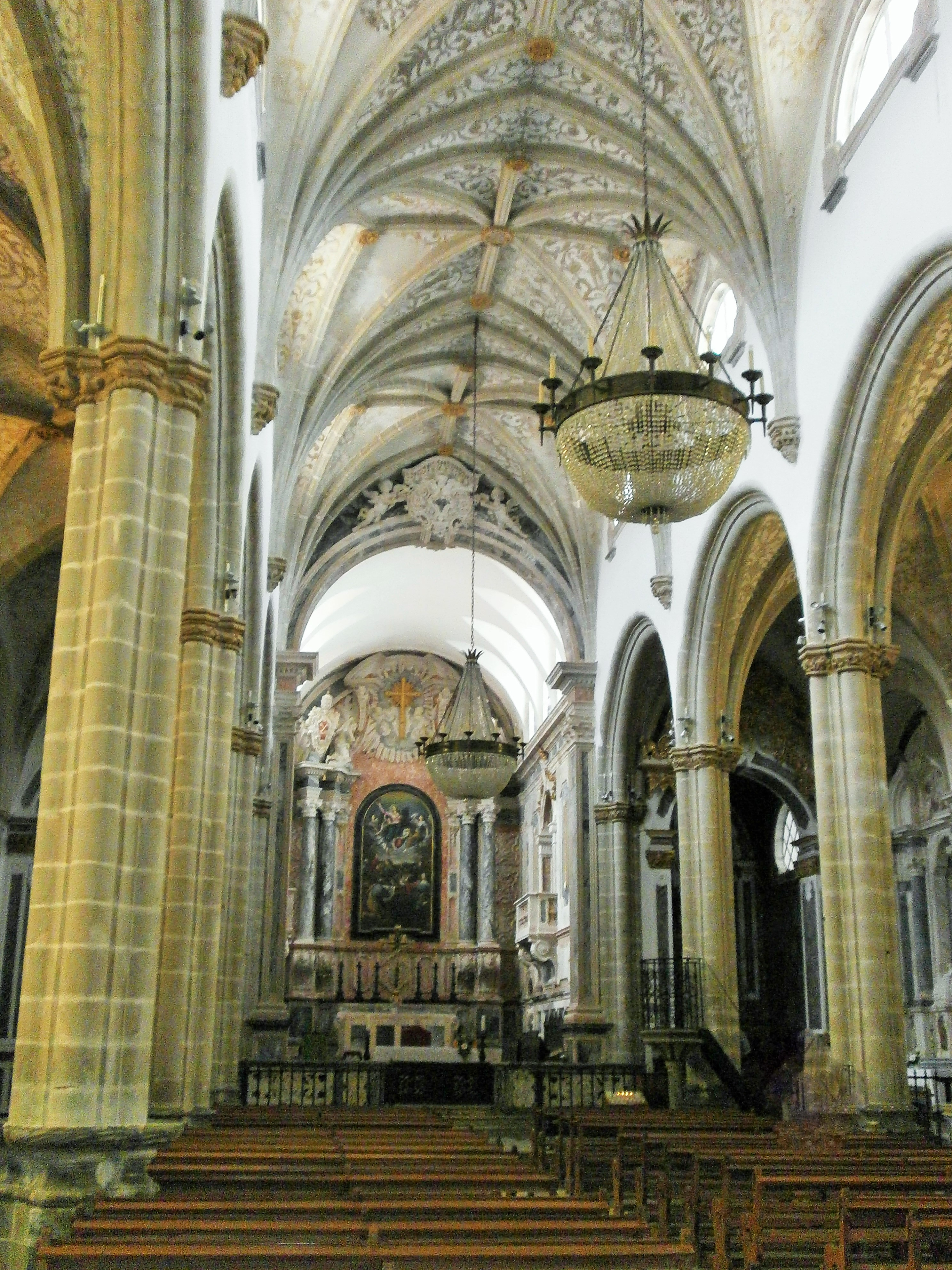
Nave central de la iglesia.

La construcción de la antigua catedral de Elvas se inició en 1517 en sustitución de una iglesia  gótica anterior, el antiguo templo de Santa María de los Azogues, del siglo XIII, que fue totalmente derruido. El autor del proyecto, de estilo manuelino, fue Francisco de Arruda que al mismo tiempo trabajaba en el Acueducto de Amoreira. También participó en el proyecto y construcción de la Torre de Belém. Se abrió al culto en 1537 con las obras todavía inacabadas si bien las obras continuaron hasta finales de siglo bajo la dirección del maestro albañil Diogo Mendes. Gracias a la calidad del proyecto de Francisco de Arruda fue posible construir un gran edificio con una torre como fachada, muy adecuada a una ciudad  rayana.
Con la creación del Obispado de Elvas en 1570, la iglesia  pasó a ser la sede catedralicia de este obispado, título que mantuvo hasta 1881 y a partir de entonces casaron las obras de modificación en la iglesia. En la  década de 2000 la iglesia fue objeto de una gran intervención de restauración.

## Construcción

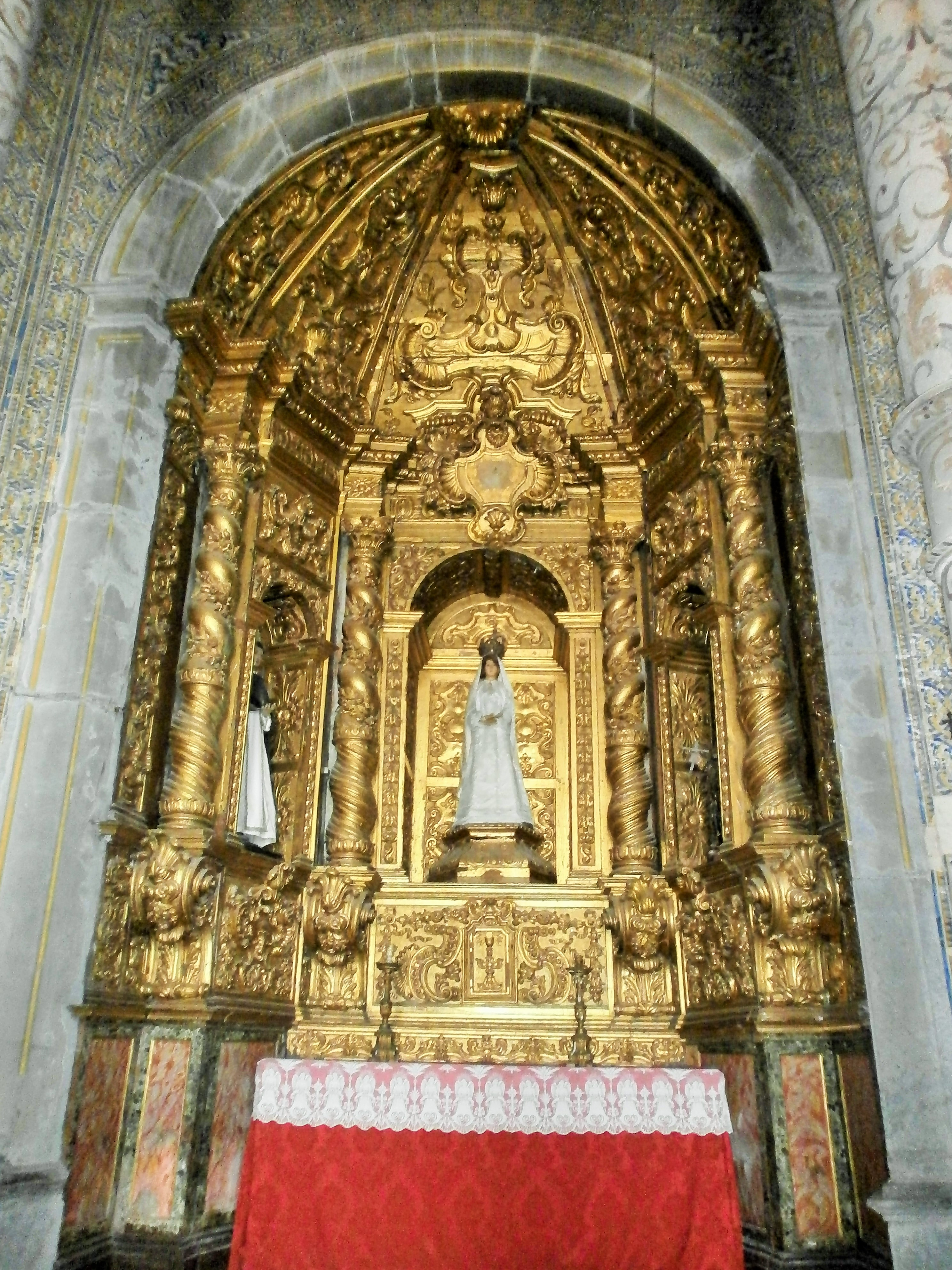
Retablo principal.

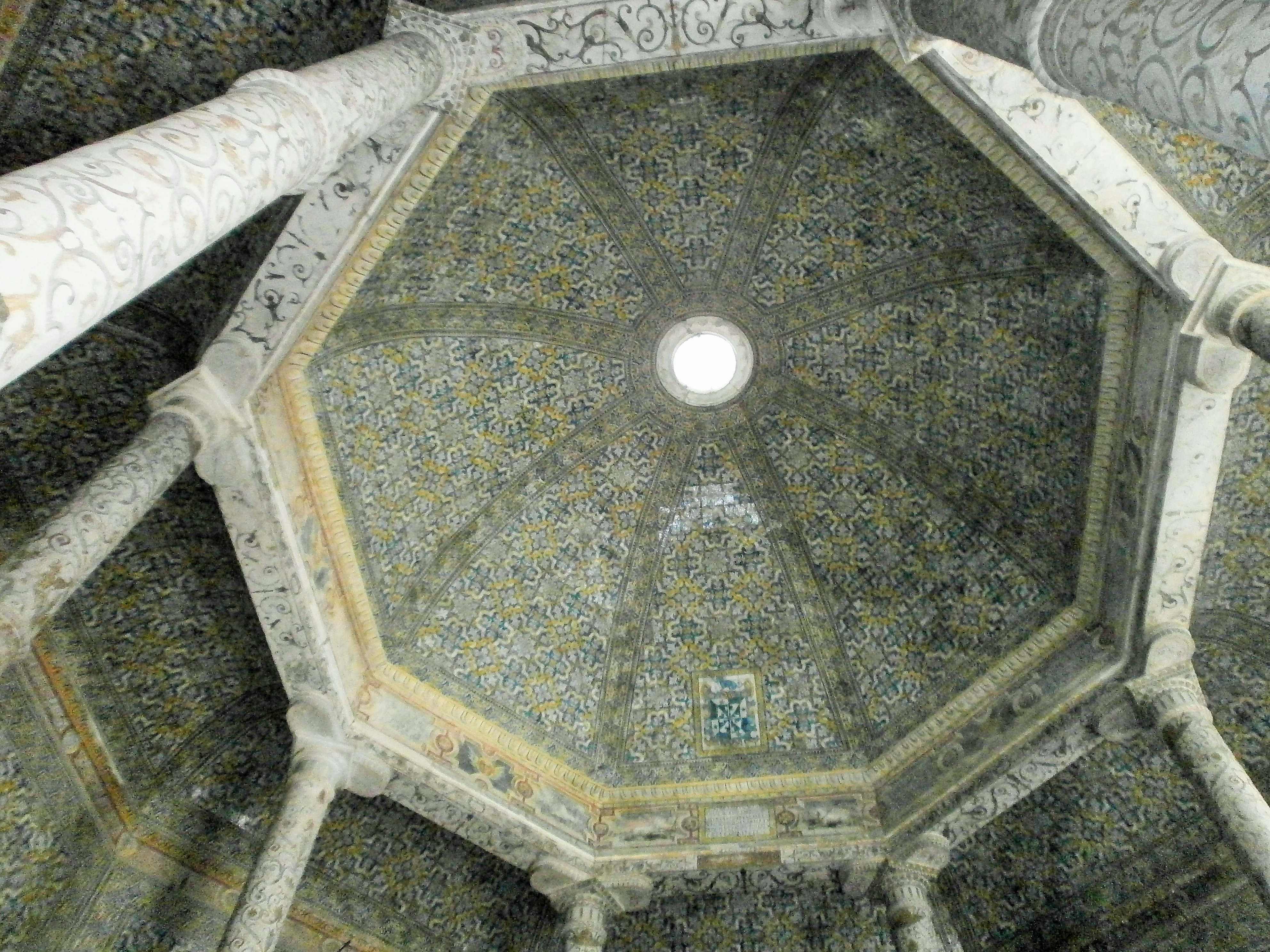
Detalle de la bóveda sobre el presbiterio.

La estructura general del templo es de la época manuelina ya que es una iglesia-fortaleza  almenada de tres  naves cubierta con una bóveda de crucería o nervada. El nártex de entrada bajo la torre y el pórtico lateral son también de estilo manuelino. El pórtico principal, de  estilo renacentista, también es obra del arquitecto Francisco de Arruda y se construyó en 1550. En el interior tiene pinturas murales y un  esgrafías en el coro. La decoración interior tiene sirenas con la cruz de Cristo y una esfera armilar, monstruos alados, dragones y el profeta Daniel a salvo de los leones. La sacristía está decorada mediante  azulejería que muestra los escudos episcopales. En la parte de la bóveda que cubre el tramo central de la nave está grabado el nombre del promotor de las obras «SEBASTIANVS PR EP QVINTO». La antigua cabecera de la Capilla de San Antonio es una sala reservada, no abierta al público, que está cubierta mediante una bóveda nervada y con restos de pinturas murales, así como recuerdos sepulcrales del fundador. Junto a la sacristía, en la antigua capilla de  Nuestra Señora de las Candelas, hay un  realejo.
El retablo de la capilla mayor tiene una imagen de la Virgen de la Asunción que fue traída desde Roma. En la zona oriental está la «Capilla dos Pessanhas» que tiene planta  pentágonal y tiene grabada en la piedra el escudo de armas de esa familia y con un retablo que tiene un panel dedicado a Pentecostés y que provenía de la capilla del «Espírito Santo», otro miembro de la misma familia.

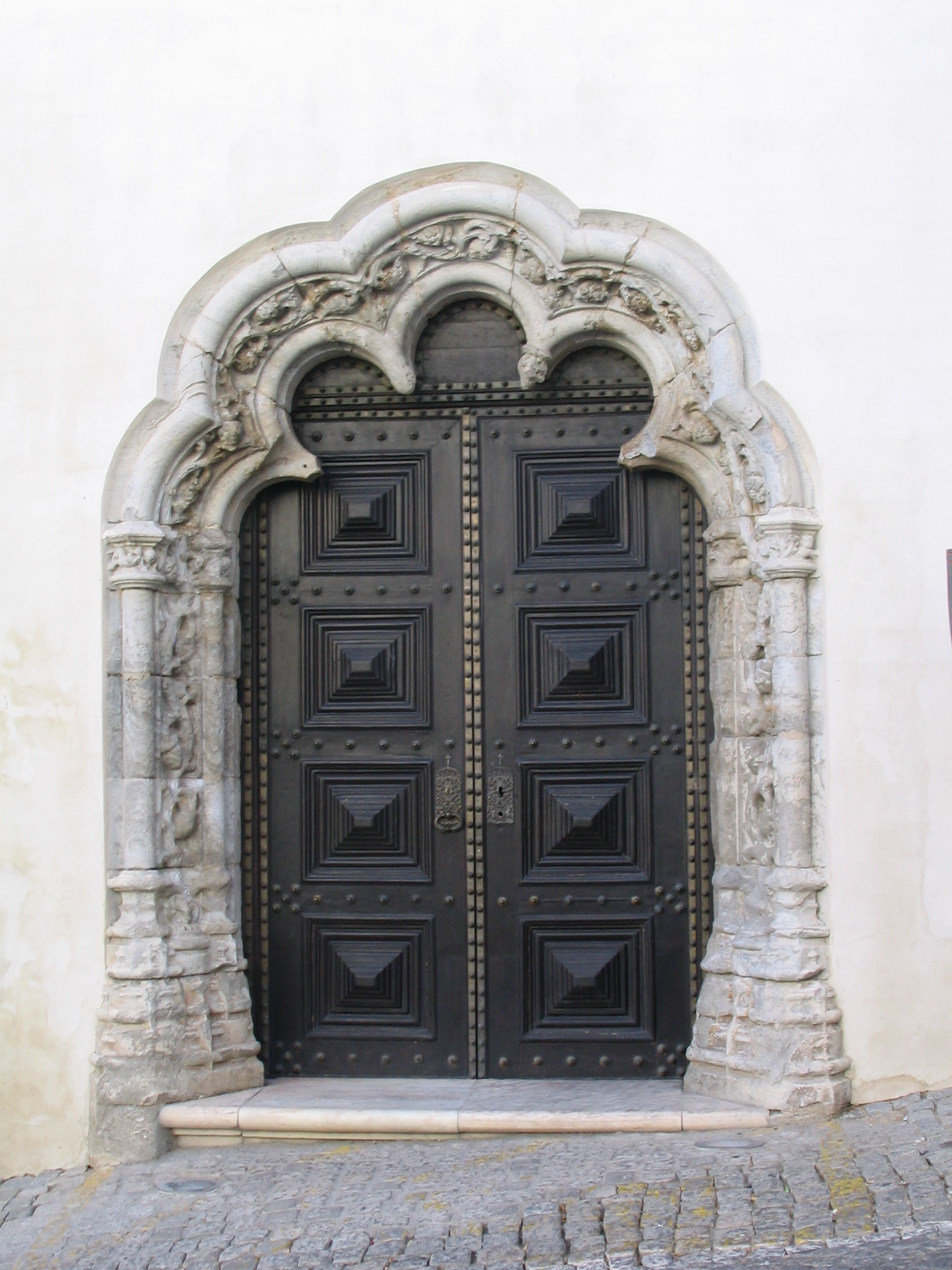
Pórtico lateral manuelino de la antigua Sé de Elvas

Durante los siglos XVII y XVIII se realizaron diversas obras en su interior que tiene dos estilos diferentes: el  manuelino como son las puertas laterales y los techos, y el  barroco de cuyo estilo son las capillas laterales, la capilla mayor, la  azulejería y el  órgano, gran pieza en talla dorada atribuida al maestro italiano Pascoal Caetano Oldovini que fue realizada en 1762.

### Datos complementarios
En la pared de acceso al templo hay una inscripción labrada en piedra con el siguiente texto:

«Em o anno de 1769 sendo bispo deste bispado o excelentissimo e reverendissimo senhor dom Lourenço de Lencastro, e x do seo pontificado, mandou fazer esta escada, e adro e em o mês de novembro do dito anno se acabou logrando a felicidade de que no dias 28 do mesmo mês a sobissem suas magestades, e altezas vindo de Villa Viçoza aonde se achavão, a esta cathedral, e taobem em os annos antecedentes tinha o dito senhor bispo mandado fazer as capellas do Santissimo Sacramento, e seo ornato, de Nossa Senhora da  Soledade, Nossa Senhora das Candeas, Sancta Anna, e almas, no orgão, e outras maes obras interiores».

### El gran órgano
Está compuesto por dos teclados, pedalería, eco y 294 tubos divididos en dieciséis registros de la siguiente forma: a la izquierda «octava real», «quinta real», «decimoquinta», «decimotercera», llenos de primera, segunda y tercera, y «trompeta real». En el lado derecho dispone de los siguientes sonidos: flautado de 24, de doce y de seis, Flauta de mano derecha, corneta,  trompeta de mano derecha, clarín y voz humana.

## Cronología de las obras
Durante el siglo XIII la sede funcionaba en la «Iglesia de Santa María de los Azogues» después de la ocupación de la población por el obispo de Évora Don Sueiro.

## Personas intervinientes
En la construcción y decoración de la iglesia intervinieron gran cantidad de personas de las más diferentes profesiones com son los siguientes:
- Arquitectos: Francisco Arruda aproximadamente en  1517, José Francisco de Abreu desde 1746 hasta 1747,  Manuel Ribeiro en 1597, Miguel de Arruda en 1550 y Pêro Vaz Pereira desde 1597 hasta 1599.
- Canteros: Gregório das Neves Leitão desde 1746 hasta 1750 y Manuel Gonçalves desde 1759 hasta 1769.
- Entalladores: Bastião de Campos desde 1633 hasta 1636, Jacques de Campos desde 1633 hasta 1636 y Manuel Francisco en 1722.
- Jefes de obra: Diogo Mendes en 1550, Manuel Ribeiro desde 1599 hasta 1602, Miguel Martins aproximadamente en  1627y  Pêro Fernandes entre 1609 y 1615.
- Empedradores: Belchior Cordeiro en 1613, Francisco Alves desde 1610 hasta 1612, Manuel Carvalho entre 1610 y 1612 y Sebastião de Campos desde 1609 hasta 1615.
- Pintores: Bento Coelho da Silveira en 1707, Cyrillo Volkmar Machado aproximadamente en 1779,  João de Moura en el siglo XVII, Juan Correa en 1673, Lorenzo Granieri en 1748,  Lourenço Anes desde 1633 hasta 1636, Luís de Morales en 1576 y Mateus Carvalho desde 1633 hasta 1636.
- Organistas: João de Oliveira en 1612, Mestre Jorge en 1602 y Pascoal Caetano Oldovini desde 1760 hasta 1762.
- Pintores de azulejo: Afonso Gil en el siglo XVII.
- Doradores: António Sardinha en 1769 y João de Moura desde 1633 hasta 1636.
- Orfebres: Agostinho Belo en 1605,  António Miranda, Domingos Lopes, Marçal Monteiro todos ellos en los siglos XVI y XVII.

y otros más en los oficios de albañiles, fundidores, enladrilladores, aserradores, etc.

## Véase también

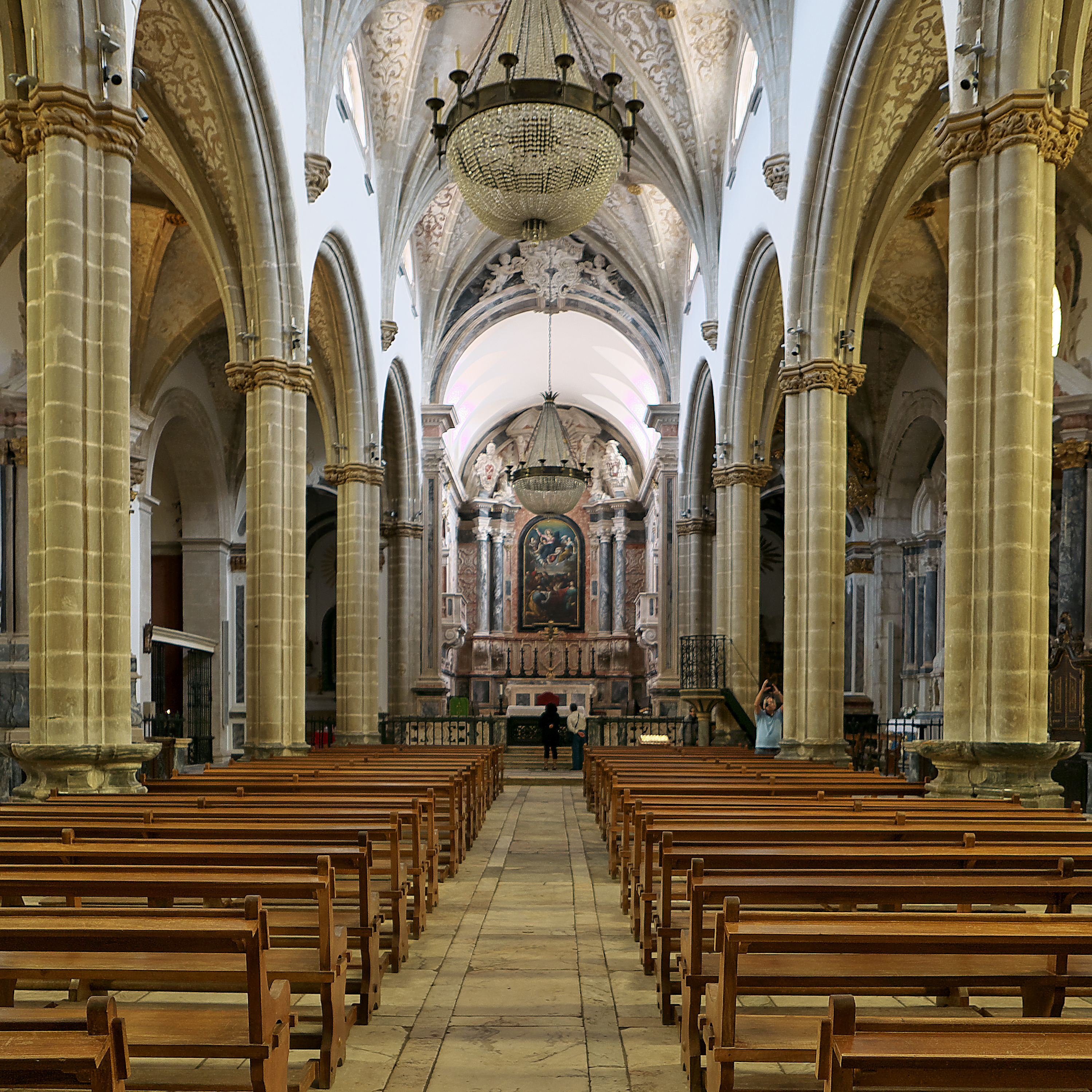
Vista del interior.